# 카살 로톤도
카살 로톤도(Casal Rotondo)는 이탈리아 로마 남동부에 있는 아피아 가도의 대형 무덤이다. 꼭대기에는 작은 농가가 들어서 있다.

## 역사
고대 로마 시절에 지어진 도로인 아피아 가도에서 약 10km 떨어진 지점에 위치한 영묘이다. 카살 로톤도라는 명칭은 무덤의 둥근 형태에서 유래하였으며, 중세 시대에는 무덤 위에 농가 (이탈리아어: Casale)가 지어졌기에 이러한 명칭이 붙었다. 당시 이 농가는 사벨리가의 소유로서 아피아 가도를 따라 난 망루체계의 일부였다.
기원전 30년경에 지어진 카살 로톤도는 직경 35m의 원형 구조물로, 프리즈로 장식되어 있으며 원래는 지붕이 원뿔 형태로 되어 있었다. 이곳에는 나그네가 햇빛을 피해 쉴 수 있는 좌석이 마련되어 있었다.
영묘 근처에는 유적의 파편을 박아넣은 벽돌담이 세워져 있다. 이 담은 이탈리아 고고학자 루이지 카니나 (1795년~1856년)가 세운 것으로, 원래는 카살 로톤도의 일부로 여겨졌으나 현재는 사실여부에 의문이 제기된다. 카니나는 소형 비문에서 '코타' (Cotta)라는 이름이 적혀 있다는 점에 근거해, 아우렐리우스 코타 메살리누스 (M. Aurelius Cotta Messalinus)가 아버지 마르쿠스 발레리우스 메살리나 코르비누스를 위해 지은 것으로 추정하였다. 그러나 이 비문을 비롯한 파편들은 오늘날 그 자리에 있는 소형 건축물에서 나온 것으로 추정되며 메살리나 코르비누스와의 연관성도 부정하는 학자들이 많다.

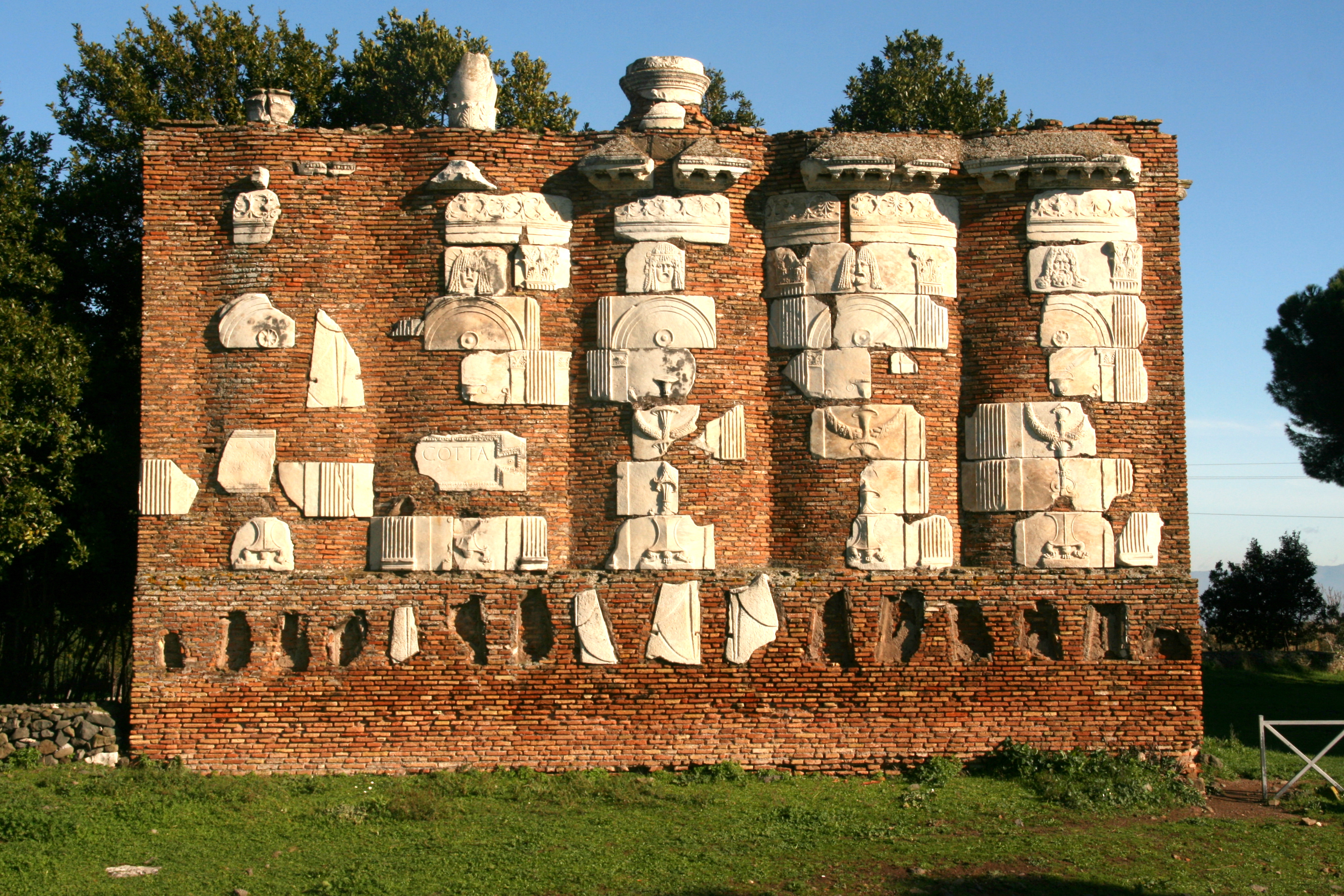
카니나가 세운 벽돌담

## 같이 보기
- 로마의 고대 건축물 목록